# Нік Омладич
Нік Омладич (словен. Nik Omladič, нар. 21 серпня 1989, Цельє) — словенський футболіст, півзахисник клубу «Айнтрахт» (Брауншвейг) та національної збірної Словенії.

## Клубна кар'єра
У дорослому футболі дебютував 2006 року виступами за команду клубу «Рудар» (Веленє), в якій провів три з половиною сезони, взявши участь у 83 матчах чемпіонату. Більшість часу, проведеного у складі «Рудара», був основним гравцем команди і у сезоні 2007/08 допоміг команді вийти до найвищого дивізіону Словенії.
Своєю грою за цю команду привернув увагу представників тренерського штабу клубу «Олімпія» (Любляна), до складу якого приєднався в січні 2010 року. Відіграв за команду з Любляни наступні п'ять років своєї ігрової кар'єри. Граючи у складі люблянської «Олімпії» також здебільшого виходив на поле в основному складі команди.
До складу клубу «Айнтрахт» (Брауншвейг), що виступав у Другій німецькій Бундеслізі, приєднався 9 січня 2015 року. Відтоді встиг відіграти за брауншвейзький клуб 19 матчів в національному чемпіонаті.

## Виступи за збірну
У 2008-2009 роках виступав за молодіжну збірну Словенії, у складі якої провів 6 матчів.
30 березня 2015 року дебютував в офіційних матчах у складі національної збірної Словенії в товариській грі проти збірної Катару (0:1), замінивши на 59 хвилині Деяна Лазаревича. Наразі провів у формі головної команди країни 1 матч.